# Torre redonda (Andernach)
La torre redonda de Andernach es una gran torre de defensa del siglo XV y la torre de guardia de las fortificaciones de la ciudad en la esquina noroeste de la muralla medieval de la ciudad. Es el símbolo de Andernach y una de las torres defensivas más poderosas de su tiempo.